# Wilderbeek
Wilderbeek är ett vattendrag i Belgien.   Det ligger i provinsen Limburg och regionen Flandern, i den östra delen av landet, 80 km öster om huvudstaden Bryssel.
Omgivningarna runt Wilderbeek är en mosaik av jordbruksmark och naturlig växtlighet. Runt Wilderbeek är det tätbefolkat, med 383 invånare per kvadratkilometer.